# Namea capricornia
Namea capricornia is een spinnensoort in de taxonomische indeling van de bruine klapdeurspinnen (Nemesiidae).
Namea capricornia werd in 1984 beschreven door Raven.